# Guerrera vikinga de Birka
La guerrera vikinga de Birka fue una guerrera vikinga de élite, enterrada con sus accesorios durante el siglo X en Birka, Suecia. Considerada como un guerrero masculino desde la excavación de la tumba en 1889, en 2017 se comprobó mediante un análisis osteológico y un estudio de ADN que los restos son de una mujer. El estudio concluye que los artefactos enterrados con la mujer son evidencia de que era una guerrera profesional de alto rango. Esa conclusión ha sido discutida como prematura por algunos arqueólogos e historiadores que dicen que los artefactos no son evidencia de que las mujeres fueran guerreras en la cultura vikinga. Esta controversia ha contribuido al debate sobre los roles de género que desempeñaban las mujeres en la sociedad vikinga.

## Registros arqueológicos

### Excavación inicial
En la década de 1870, el arqueólogo y etnógrafo Hjalmar Stolpe (1841-1905) excavó una cámara funeraria como parte de su investigación arqueológica en el yacimiento de la época vikinga de Birka, en la isla de Björkö, en la actual Suecia. En 1889 documentó la tumba como Bj 581. Ha sido considerada «una de las tumbas más emblemáticas de la época vikinga». La tumba estaba señalada por una gran piedra y se encontraba en una terraza elevada donde estaba en contacto directo con la guarnición. La cámara funeraria era de madera y tenía 3,45 m de largo y 1,75 m de ancho. El cuerpo fue hallado en posición sentada con prendas de seda y adornos de hilo de plata. Los bienes encontrados en la tumba incluían «una espada, un hacha, una lanza, flechas perforadoras, un cuchillo de batalla, dos escudos y dos caballos, una yegua y un semental». Durante los siguientes 128 años, se asumió que el esqueleto era el de un «hombre endurecido en la batalla». El guerrero llegó a ser comparado con «un personaje de la Cabalgata de las valquirias, de Richard Wagner».

### Reanálisis de los restos óseos
Estudios de la década de 1970 habían cuestionado la suposición de que el esqueleto era masculino. Un análisis osteológico de los huesos pélvicos y la mandíbula del esqueleto realizado en 2014 por la bioarqueóloga Anna Kjellström de la Universidad de Estocolmo demostró que se trataba de la tumba de una mujer. Algunos arqueólogos se mostraron escépticos, citando la probabilidad de que los huesos hubieran sido mal etiquetados en el último siglo, o quizás mezclados con huesos de otras tumbas cercanas.
Un estudio dirigido por Charlotte Hedenstierna-Jonson, publicado en septiembre de 2017, señaló que el «análisis osteológico de Kjellström suscitó preguntas sobre sexo, género e identidad entre los guerreros vikingos». El equipo de Hedenstierna-Jonson extrajo ADN de muestras tomadas de un diente y un hueso del brazo de la persona enterrada en Bj 581. Según Maja Krezwinska, se demostró concluyentemente que el esqueleto era el de una mujer, con cromosomas X, pero sin cromosomas Y.
El mismo estudio también analizó los isótopos de estroncio en el esqueleto para determinar el perfil genético del individuo. Esto estableció que ella tiene marcadores genéticos similares a la gente actual que vive en áreas que estaban bajo la esfera de influencia de los vikingos. Esto ha planteado la cuestión de si la persona era o no originaria de Birka, o si se había establecido allí posteriormente.
La conclusión del estudio fue que «el individuo en la tumba Bj 581 es la primera mujer guerrera vikinga de alto rango confirmada». Los autores respondieron a las críticas hacia su estudio original en un segundo artículo publicado en Antiquity, que proporcionó información adicional sobre su metodología y reafirmó su conclusión.

### Análisis de los artefactos de la tumba
El análisis del contenido de la tumba mostró que contenía un juego con un tablero y piezas, lo que se consideró como evidencia de su pensamiento estratégico e indicaba «que era una oficial que podía guiar a las tropas a la batalla». The Guardian informó: «Las piezas de juego -quizás de hnefatafl, una especie de precursor del ajedrez- sugieren que la guerrera de la tumba de Bj 581 era una estratega de batalla». Según Kjellström, «Solo unos pocos guerreros son enterrados con piezas de juego, y señalan el pensamiento estratégico». Las pruebas también apuntan a ella como miembro de la casta militar. The Washington Post informó: «El guerrero era, de hecho, una mujer. Y no cualquier mujer, sino una guerrera vikinga, una doncella escudera, como Brienne de Tarth de Game of Thrones». El arqueólogo David Zori señaló que «numerosas sagas vikingas, como la Saga völsunga del siglo XIII, hablan de las escuderas luchando junto a los guerreros masculinos».

## Interpretaciones
Los estudiosos no han llegado a un acuerdo sobre la interpretación de los hallazgos de los enterramientos vikingos. La profesora de estudios vikingos Judith Jesch refutó la conclusión del estudio de que el esqueleto enterrado en Bj 581 era femenino, argumentando que desde que la tumba fue excavada en 1889, los huesos de otras tumbas pueden haber sido mezclados; que la inferencia de que ella era una guerrera debido a piezas de caza enterradas en la tumba fue una especulación prematura; y que los investigadores no consideraron otras razones por las cuales el cuerpo de una mujer terminó en la tumba de un guerrero.
Los autores del artículo de Hedenstierna-Jonson señalaron que «los eruditos vikingos se han mostrado reacios a reconocer la influencia de las mujeres con armas», y que «en Birka, la tumba Bj 581 fue presentada como ejemplo de una elaborada tumba de guerrero masculino de alto estatus». Además, citaron el estudio de Marianne Moen de 2011 que concluía que «la imagen del guerrero masculino en una sociedad patriarcal se veía reforzada por las tradiciones de la investigación y las ideas preconcebidas contemporáneas».
El equipo de Hedenstierna-Jonson consideró cuestiones sobre la identificación del sexo de los restos en el contexto de los objetos enterrados con los huesos, afirmando que «la distribución de los bienes funerarios dentro de la tumba, su relación espacial con el individuo femenino y la ausencia total de cualquier artefacto funerario atribuido típicamente a una mujer» cuestionaba las posibilidades de que los otros artefactos pertenecieran a la familia del fallecido, o a un varón «ahora desaparecido» de la tumba. En respuesta a la pregunta «¿las armas determinan necesariamente a un guerrero?», los autores subrayan que la interpretación de la pertinencia de los objetos enterrados con el cuerpo «...debe hacerse de manera similar, independientemente del sexo biológico del individuo enterrado».
Después de observar el androcentrismo en la arqueología y de comentar las cuestiones que algunos tienen al interpretar la evidencia de una mujer guerrera, un observador escribió:

Las verdaderas preguntas, las preguntas interesantes: ¿qué significa que Bj 581 era una mujer? ¿qué nos dice esto sobre cómo se estructuró la sociedad vikinga? ¿era Bj 581 única, o representaba una categoría de mujeres que ha sido relegada en gran medida a la mitología? ¿y qué nos puede decir esto acerca de cómo se veía y se experimentaba el conflicto violento? Hedenstierna-Jonson et al. inauguraron toda una línea de preguntas que nos recuerdan cuán complejas, ricas y fascinantes son en realidad las sociedades humanas cuando las estudiamos por lo que eran y no para que reflejen lo que pensamos que somos.
Holly Norton, The Guardian

El estudio de Hedenstierna-Jonson concluye con el comentario: «La combinación de la genómica antigua, los análisis de isótopos y la arqueología puede contribuir a la reescritura de nuestra comprensión de la organización social en relación con el género, la movilidad y los patrones de ocupación en las sociedades pasadas». El historiador sueco Dick Harrison, de la Universidad de Lund, señaló: «Lo que ha ocurrido en los últimos 40 años a través de la investigación arqueológica, en parte impulsada por la investigación feminista, es que se ha descubierto que las mujeres son sacerdotisas y líderes.... Esto nos ha obligado a reescribir la historia».

## Mujeres guerreras en otras fuentes de la época vikinga
La imagen de las mujeres guerreras no era ajena a los vikingos. Hay varios ejemplos de representaciones femeninas en las que se las ve empuñando armas.

### Mitología
En la mitología nórdica encontramos la representación de un grupo de mujeres guerreras llamadas valkirias. Este grupo de mujeres, mencionado en la Edda poética, actúan como guardianes en el Valhalla y asignan la muerte en el campo de batalla. Rara vez se las representa en combate, pero empuñan lanzas.
Las doncellas escuderas son mujeres guerreras que asumen características y actitudes masculinas, como la vestimenta y el manejo de armas. Lo hacen porque ya no queda ningún miembro masculino de la familia o porque escapan del matrimonio.

### Iconografía
El tapiz de Oseberg representa figuras antropomorfas con vestidos que se asemejan a los de las mujeres de la era vikinga, sosteniendo lanzas y espadas.
Una serie de broches encontrados en Tissø, Dinamarca, representan lo que se cree que son figuras femeninas armadas a caballo.
Una figura tridimensional encontrada en Hårby, Dinamarca, representa una figura femenina de la época vikinga con una espada y un escudo. El público lo interpretó como una representación de una valquiria, pero en ninguna parte de la mitología nórdica se describe a las valquirias empuñando espadas (su arma preferida es una lanza). Esto plantea interrogantes sobre si esta figura podría representar a una mujer guerrera.

### Literatura
Saxo Grammaticus, en su Historia de los Daneses, retrató a mujeres guerreras vestidas como hombres y empuñando armas.
La literatura de las sagas también tiene muchos ejemplos. Freydís, en la Saga Grœnlendinga, es manipuladora y codiciosa. Después de engañar a la gente con la que viajaba, procede a asesinar a cinco mujeres con un hacha.
La Saga de Laxdœla cuenta la historia de Auðr, cuyo marido la deja por otra mujer porque siempre lleva pantalones de hombre. Decide vengarse y, vestida de hombre, lo apuñala con una espada. Esta saga tiene la más amplia gama de personajes femeninos de todas las sagas, y probablemente contaba con un público femenino. Presentaba una alternativa a las vidas desencantadas que vivían las mujeres debido a su limitado papel en la sociedad.
Hervör, en la Saga Hervarar, es la única hija de Angantyr. Desde muy temprana edad muestra más aptitud para las armas que las tareas femeninas tradicionales. Empuña la espada de la familia en contra de los deseos de su padre y participa en muchas aventuras masculinas. No es hasta que decide establecerse y tener hijos que la línea masculina de la familia se restaura, lo que le permite bajar el manto de hijo que Angantyr nunca tuvo.